# کاچونه
کاچونه یک منطقه مسکونی در ولایت ننگرهار کشور افغانستان است.
در یک جشن عروسی در ۶ ژوئیه ۲۰۰۸، ۴۷ غیرنظامی افغان توسط نیروی هوایی ایالات متحده کشته شدند.